# Nuoto pinnato ai Giochi mondiali 2022 - 200 m superficie femminile
La gara dei 200 m superficie femminile di nuoto pinnato ai Giochi mondiali 2022 si è svolta l'8 luglio 2022 a Birmingham. Il programma non prevedeva turni preliminari ma solamente la finale.

## Risultati
| Pos | Atleta                  | Nazione  | Tempo   |
| --- | ----------------------- | -------- | ------- |
|     | Sofiia Hrechko          | Ucraina  | 1:29.57 |
|     | Dora Bassi              | Croazia  | 1:30.46 |
|     | Csilla Károlyi          | Ungheria | 1:30.54 |
| 4   | Xu Yichuan              | Cina     | 1:30.59 |
| 5   | Eirini Deligianni       | Grecia   | 1:32.96 |
| 6   | Pauline Gerard-Renissac | Francia  | 1:33.22 |
| 7   | Anastasiia Makarenko    | Ucraina  | 1:34.78 |
| 8   | Gamila Aly Saber        | Egitto   | 1:36.18 |